# إزياكا ويدراوجو
إزياكا ويدراوجو (بالفرنسية: Issiaka Ouédraogo)‏ (مواليد 19 أغسطس 1988) هو لاعب كرة قدم بوركيني يلعب حاليًا لصالح نادي أدميرا فاكر مودلينغ في الدوري النمساوي الممتاز.

## روابط خارجية
- إزياكا ويدراوجو على موقع قاعدة بيانات كرة القدم.إي يو (الإنجليزية)
- إزياكا ويدراوجو على موقع ناشيونال فوتبول تيمز (الإنجليزية)
- إزياكا ويدراوجو على موقع Soccerway.com (الإنجليزية)
- إزياكا ويدراوجو على موقع عالم كرة القدم.نت (الإنجليزية)